# كيمبرلي فوستر
كيمبرلي فوستر (بالإنجليزية: Kimberly Foster)‏ هي عارضة وممثلة أمريكية، ولدت في 6 يوليو 1961 في الولايات المتحدة.

## أعمال

### مسلسلات
- دالاس

## وصلات خارجية
- كيمبرلي فوستر على موقع IMDb (الإنجليزية)
- كيمبرلي فوستر على موقع روتن توميتوز (الإنجليزية)
- كيمبرلي فوستر على موقع ألو سيني (الفرنسية)
- كيمبرلي فوستر على موقع أول موفي (الإنجليزية)
- كيمبرلي فوستر على موقع قاعدة بيانات الفيلم (الإنجليزية)
- كيمبرلي فوستر على موقع كينوبويسك (الروسية)